# プテリジンオキシダーゼ
プテリジンオキシダーゼ（pteridine oxidase）は、次の化学反応を触媒する酸化還元酵素である。
2-アミノ-4-ヒドロキシプテリジン + O2 {\displaystyle \rightleftharpoons } 2-アミノ-4,7-ジヒドロキシプテリジン + (?)
この酵素の基質は2-アミノ-4-ヒドロキシプテリジンとO2で、生成物は2-アミノ-4,7-ジヒドロキシプテリジンと(?)である。
この酵素は酸化還元酵素に属し、O2を受容体としてCH基またはCH2基に特異的に作用する。組織名は2-amino-4-hydroxypteridine:oxygen oxidoreductase (7-hydroxylating)である。